# Chiesa di San Tommaso in Parione
La chiesa di San Tommaso in Parione, benché di aspetto e dimensioni modeste, è in realtà una chiesa ricca di storia. È la chiesa nazionale della comunità cattolica eritrea, con rito alessandrino.

## Storia

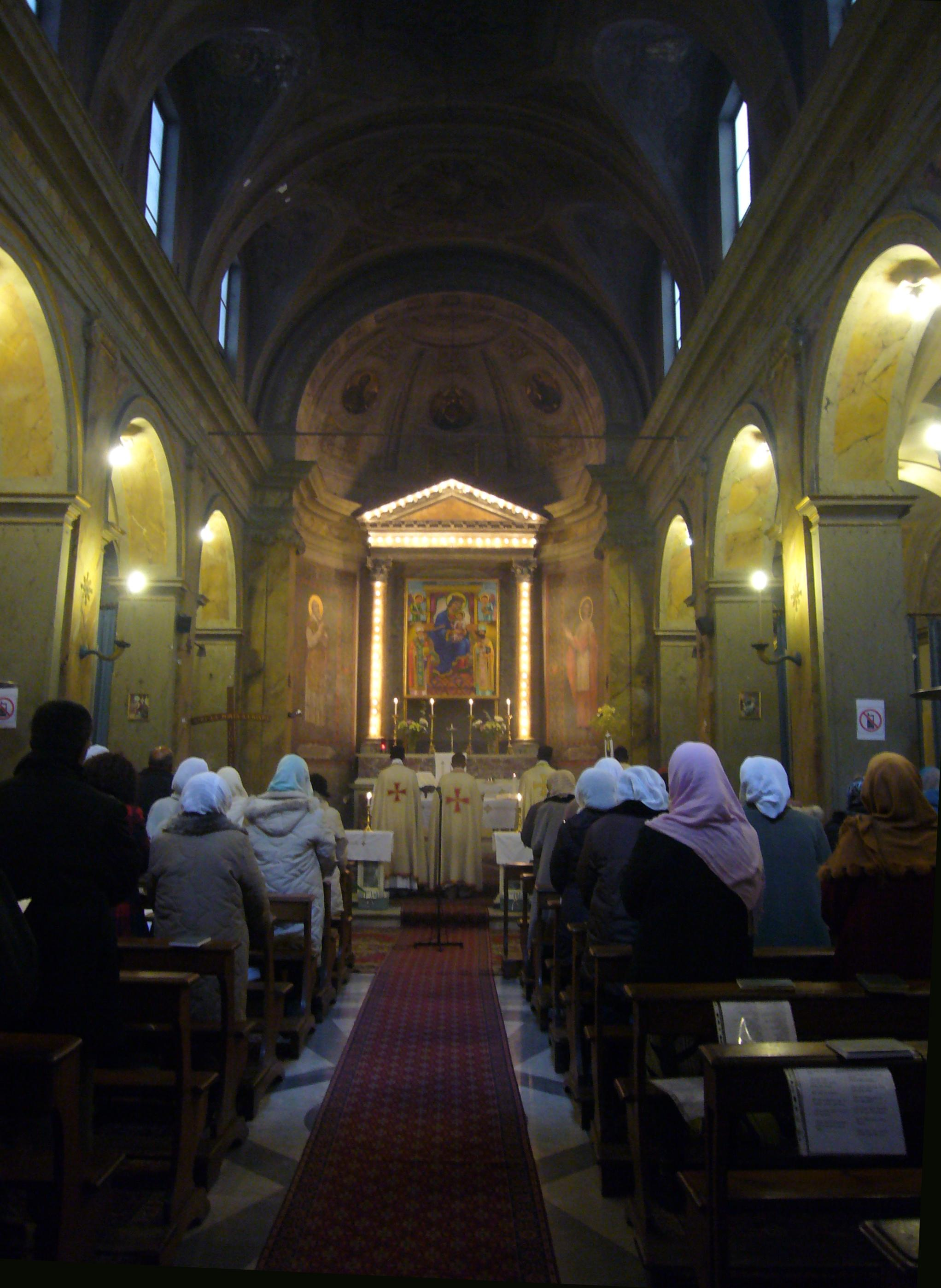
Una Santa Messa all'altare maggiore

Posta nel rione Parione di Roma, questa chiesa è menzionata per la prima volta nel 1139, in occasione della sua consacrazione ad opera di papa Innocenzo II; la lapide dedicatoria, con la lista delle reliquie conferite alla chiesa, è murata a destra dell'ingresso. Si ricorda ancora che in questa chiesa san Filippo Neri venne ordinato sacerdote il 23 maggio 1551. Alla metà del XVII secolo la parrocchia di San Tommaso in Parione fu retta da don Matteo Campani, un sacerdote che fu anche inventore e costruttore di strumenti scientifici.
Intorno al 1582, la chiesa fu ricostruita ad opera di Francesco da Volterra. L'interno, a tre navate, ha perso quasi tutte le opere d'arte che ancora possedeva nell'Ottocento.